# Sven Kmetsch
Sven Kmetsch (* 13. srpna 1970, Budyšín) je bývalý německý fotbalista, záložník, reprezentant Německa. Po skončení aktivní kariéry působil jako trenér.

## Fotbalová kariéra
Ve východoněmecké oberlize hrál za Dynamo Drážďany, nastoupil v 9 ligových utkáních a dal 1 gól. V letech 1989 a 1990 získal s Dynamem Drážďany mistrovský titul a v roce 1990 východoněmecký fotbalový pohár. Po sjednocení Německa hrál v Bundeslize za Dynamo Drážďany, Hamburger SV a FC Schalke 04, nastoupil ve 261 bundesligových utkáních a dal 13 gólů. V Poháru mistrů evropských zemí nastoupil ve 3 utkáních a v Evropské lize UEFA nastoupil v 12 utkáních a dal 1 gól. Za německou reprezentaci nastoupil v letech 1997-1998 ve 2 utkáních.

## Ligová bilance
| Ročník                               | Zápasy | Góly | Klub            |
| ------------------------------------ | ------ | ---- | --------------- |
| DDR-Oberliga 1988/89                 | 1      | 0    | Dynamo Drážďany |
| DDR-Oberliga 1989/90                 | 2      | 0    | Dynamo Drážďany |
| DDR-Liga 1989/90                     | 5      | 0    | BSG Stahl Riesa |
| DDR-Liga 1989/90                     | 7      | 0    | TSG Meißen      |
| DDR-Oberliga 1990/91                 | 6      | 1    | Dynamo Drážďany |
| Německá fotbalová Bundesliga 1991/92 | 30     | 3    | Dynamo Drážďany |
| Německá fotbalová Bundesliga 1992/93 | 34     | 1    | Dynamo Drážďany |
| Německá fotbalová Bundesliga 1993/94 | 27     | 2    | Dynamo Drážďany |
| Německá fotbalová Bundesliga 1994/95 | 2      | 0    | Dynamo Drážďany |
| Německá fotbalová Bundesliga 1995/96 | 26     | 0    | Hamburger SV    |
| Německá fotbalová Bundesliga 1996/97 | 32     | 4    | Hamburger SV    |
| Německá fotbalová Bundesliga 1997/98 | 22     | 0    | Hamburger SV    |
| Německá fotbalová Bundesliga 1998/99 | 18     | 2    | FC Schalke 04   |
| Německá fotbalová Bundesliga 1999/00 | 24     | 0    | FC Schalke 04   |
| Německá fotbalová Bundesliga 2000/01 | 5      | 0    | FC Schalke 04   |
| Německá fotbalová Bundesliga 2001/02 | 18     | 0    | FC Schalke 04   |
| Německá fotbalová Bundesliga 2002/03 | 23     | 1    | FC Schalke 04   |
| CELKEM DDR-Oberliga                  | 9      | 1    |                 |
| CELKEM Německá fotbalová Bundesliga  | 261    | 13   |                 |